# ديفيد كالدويل
ديفيد كالدويل (بالإنجليزية: David Caldwell)‏ (31 يوليو 1960 بأبردين في المملكة المتحدة - ) هو لاعب كرة قدم بريطاني في مركز الهجوم. لعب مع سويندون تاون ونادي تشيسترفيلد ونادي توركي يونايتد ونادي كارلايل يونايتد ولوميل يونايتد ونادي مانسفيلد تاون وCaledonian F.C. ‏.